# Dennewitz
För gruvsamhället Dennewitz i norra Lappland, se Malmbergets Dennewitz. För fältslaget vid Dennewitz 1813, se Slaget vid Dennewitz.
Dennewitz är en mindre ort i kommunen Niedergörsdorf, Landkreis Teltow-Fläming i Brandenburg, 6 km sydväst om staden Jüterbog och 80 km söder om Berlin.  Orten har omkring 320 invånare och är sedan en kommunreform 1997 en kommundel (Ortsteil) i Niedergörsdorfs kommun.

## Historia
Orten omnämns första gången i skrift 1174. Ortnamnet är ursprungligen västslaviskt och tros ha anknytning till en person med namnet Dan. Kyrkan uppfördes omkring år 1200, med senare tillbyggnader.
Platsen är historiskt känd som skådeplats för slaget vid Dennewitz 6 september 1813, där Friedrich Wilhelm von Bülows och Bogislav Friedrich Emanuel von Tauentziens preussiska armékårer, tillhörande den preussisk-rysk-svenska allierade Nordarmén under den svenske kronprinsen Karl Johan, besegrade den franska kåren under marskalk Ney, och på så vis avstyrde en fransk ockupation av Berlin. Slaget avgjordes huvudsakligen innan de ryska och svenska kårerna anlänt till slagfältet, men enstaka svenska förband deltog i striderna, bland annat reservartilleriet under Carl von Cardell.
Både von Bülow och Tauentzien har monument resta över sig vid orten, och von Bülow erhöll senare titeln Greve av Dennewitz som belöning för sin insats. I orten och vid kyrkogården finns monument över stupade i slaget. I Sverige uppkallades senare orten Malmbergets Dennewitz efter slaget.

## Kultur och sevärdheter

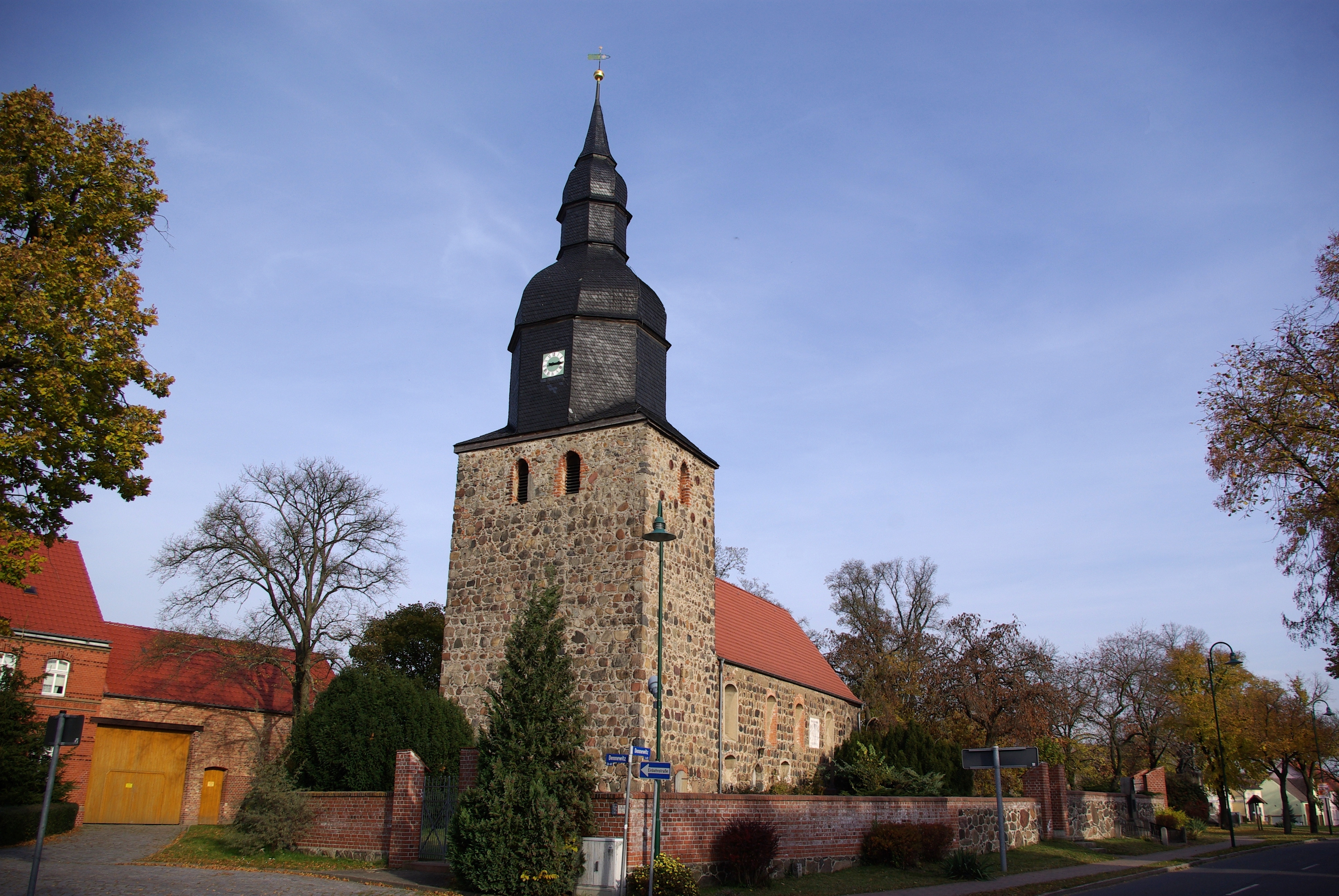
Dennewitz kyrka.

I orten finns en byggnadsminnesmärkt kvarn, uppförd 1906. Bykyrkan är uppförd omkring år 1200, med en tornöverbyggnad från 1854.
I ortens gamla byskola finns ett mindre museum över slaget vid Dennewitz, och i området finns även en vandrings- och cykelled som sammanbinder olika platser på det historiska slagfältet. Vart femte år hålls en minnesceremoni i Dennewitz på 6 september till minne av slaget och de stupade.

## Kommunikationer
De närmaste järnvägsstationerna för regionaltåg finns i Niedergörsdorf och Jüterbog. De närmaste större landsvägarna är Bundesstrasse 101 och Bundesstrasse 102, som korsar varandra i Jüterbog nordost om Dennewitz.